# イギリス占領地域

イギリス占領地域のドイツ
British occupation zone in Germany
（英語）
Britische Besatzungszone Deutschlands
（ドイツ語）

国歌: 
God Save the King
（英語）
"国王陛下万歳"

イギリス占領地域（イギリスせんりょうちいき、英：British occupation zone in Germany / 独：Britische Besatzungszone Deutschlands）は、第二次世界大戦終結後の戦後処理の過程において、イギリスが占領統治を行ったドイツ北西部の地域のことである。

## 概要
英国は1942年末頃から戦後処理（ドイツの占領等）についての計画を考え始めており、1944年6月のノルマンディー上陸作戦の成功によりフランスを解放し、同年12月に連合国軍は西部ドイツ国境を突破したことでドイツの敗戦色が濃厚になり、翌年（1945年）5月8日にドイツは降伏した。
5月8日の降伏後、イギリス軍はドイツ北西部及びドイツの統治下にあったオランダとデンマーク、ノルウェーを占領した。（オランダ、デンマーク、ノルウェーは1945年内に撤退した。）
1945年6月までに、イギリス及びアメリカの収容所に収容されていた約761万人の捕虜のうち、約420万人はドイツ降伏前に捕らえられた兵士であった。残りは米軍によって武装解除、もしくはイギリスに降伏した兵士と分類され、連合国の協定によって捕虜はイギリスとアメリカで分割されることになっていた。
イギリス軍が終戦時に所持していた占領区域のうち、ハノーファー州のヌーホフ、自由州ブラウンシュヴァイクに存在した飛び地、その他の小区域はソ連に譲られた。駐留域においてイギリス軍政当局はハンブルク（ナチスが1937年の大ハンブルク法で境界を変更）の境界を元に戻し、シュレースヴィヒ＝ホルシュタイン州（1946年、プロイセン自由州の同名地区から形成された）、ニーダーザクセン州（1946年、プロイセン自由州のハノーファーとブラウンシュヴァイク、オルデンブルク、シャウムブルク＝リッペの各自由州を合併させた）、ノルトライン＝ヴェストファーレン州（1946年～1947年の間に、リッペ自由州とプロイセン州のラインラント、ヴェストファーレンから形成、ただしラインラントの北部、南部はフランスが駐留した）をそれぞれ設立した。
ただし、1947年、ブレーメンはアメリカ占領下に移動したので、イギリス占領区内の飛び地となった。イギリス軍政当局はバート・エーンハウゼンに置かれた。

## 他国占領区
イギリス占領地域には他国の陸軍部隊が駐留した。
- ベルギー（1945年 ~ 1955年）

ベルギー占領区の地図。

  - イギリス占領地域内では最大規模の部隊で、1946年4月1日にジャン・バティスト・ピロン中尉が率いるベルギー第一軍団が割り当てられ、ベルギー・ドイツ国境付近の約200km地域を支配した。
- ポーランド（1945年 ~ 1948年）
  - ポーランド第一機甲師団等のポーランド軍部隊は、レーア地域に駐在していた。1948年までに全部隊が撤退した。
- ノルウェー（1947年 ~ 1953年）
  - ノルウェーは4000人のノルウェー独立旅団を駐在させていた。
エルリングハウゼン等に本部が置かれていた[3]。
- デンマーク（1947年 ~ 1958年）
  - デンマークはイギリスの指示の下、1947年夏にデンマーク旅団4000人をオルデンブルクへと派兵した[4]。
デンマーク占領部隊は1949年10月7日に正式に設立され、1958年まで駐在した。
- オランダ（1949年 ~ 1960年）
  - オランダでは大ネーデルラント計画でドイツの領土を獲得しようとして失敗、1949年4月のロンドン六カ国会談ではオランダにわずか69km2の占領を認め、その日の正午にオランダ軍はアーネム及びディンクスペルロに駐在した。

## 西ベルリンのイギリス占領地区
イギリス占領下西ベルリンは、ティアガルテン区、シャルロッテンブルク区、ヴィルマースドルフ区、シュパンダウ区の地区を含む凡そ165km2の広さがあった。ルイス・ライン少尉が初代司令官を務めた。

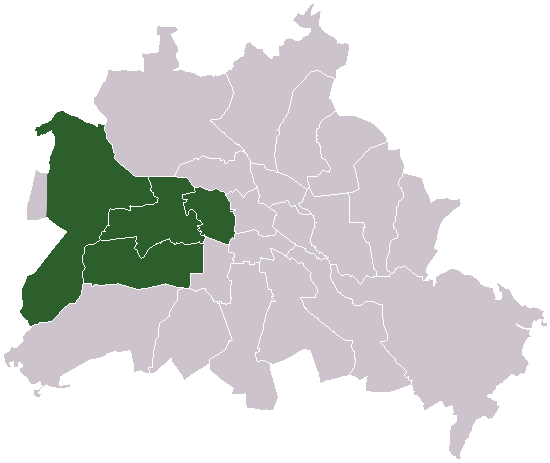
西ベルリンのイギリス占領区

## 終焉
1949年4月10日に米英仏の代表者らによって占領法が制定。これにより新しく成立したドイツ連邦共和国政府の役割及び責任が規定され、条件付きの主権が与えられた。しかし、連合国は占領軍を維持して国内で行政任務を行い続けた。
その後、1955年5月5日にボン・パリ条約で占領法が正式に停止された事でイギリス統治は終了した。